# Igor Protti
Igor Protti, född 24 september 1967 i Rimini, är en italiensk före detta fotbollsspelare.
Som spelare var han en utpräglad målskytt och blev en legend i Livorno, där han är den bäste målskytten genom tiderna med 123 mål. Protti blev den första spelaren någonsin att vinna skytteligan i Serie A, Serie B och Serie C.

## Meriter

### Klubb
- Italienska supercupen: 1

1998 med Lazio.
- Mästare i Serie C1: 1

2001-2002 med Livorno.

### Individuella
- Skyttekung i Serie A: 1

1995-1996 (24 mål, delad med Giuseppe Signori)
- Skyttekung i Serie B: 1

2002-2003 (23 mål)
- Skyttekung i Serie C1:2

2000-2001 (20 mål)
2001-2002 (27 mål)